# Mark Woodforde
Mark Raymond Woodforde (Adelaide, 23 september 1965) is een Australisch tennisser die vooral furore maakte als dubbelspeler.
Een groot deel van zijn dubbelspeloverwinningen behaalde hij samen met zijn landgenoot Todd Woodbridge; het duo werd The Woodies genoemd. Naast vele grandslamtitels won hij samen met Todd Woodbridge ook een gouden medaille op de Olympische Spelen van 1996 in Atlanta alsmede een zilveren medaille op de Olympische Spelen van 2000 in Sydney.
In 2010 werd hij opgenomen in de prestigieuze internationale Tennis Hall of Fame.

## Overwinningen met Todd Woodbridge
- 2000
  - Adelaide
  - Sydney
  - Miami
  - Hamburg
  - Roland Garros
  - London/Queen's Club
  - Wimbledon
  - Cincinnati
- 1999
  - San Jose
  - Memphis
- 1998
  - Sydney (buiten)
  - San Jose
  - Memphis
  - München
  - Singapore
- 1997
  - Australian Open
  - Miami
  - Wimbledon
  - Cincinnati
  - Stuttgart (binnen)
- 1996
  - Adelaide
  - Philadelphia
  - Indian Wells
  - Miami
  - Tokio
  - Coral Springs
  - London/Queen's Club
  - Wimbledon
  - Olympische Spelen
  - US Open
  - Singapore
  - Eindejaarskampioenschap
- 1995
  - Sydney (buiten)
  - Key Biscayne
  - Pinehurst
  - Coral Springs
  - Wimbledon
  - Cincinnati
  - US Open
- 1994
  - Dubai
  - Pinehurst
  - Wimbledon
  - Indianapolis
  - Stockholm
- 1993
  - Adelaide
  - Memphis
  - London/Queen's Club
  - Wimbledon
  - Stockholm
- 1992
  - Australian Open
  - Memphis
  - Philadelphia
  - Singapore
  - Cincinnati
  - Tokio (binnen)
  - Stockholm
  - Doubles Championship
- 1991
  - Brussel
  - Kopenhagen
  - London/Queen's Club
  - Brisbane

## Prestatietabel grandslamtoernooien
| Legenda | Legenda                          |
| ------- | -------------------------------- |
| g.t.    | geen toernooi gehouden           |
| l.c.    | lagere categorie                 |
| –       | niet deelgenomen                 |
| G       | uitgeschakeld in de groepsfase   |
| 1R      | uitgeschakeld in de eerste ronde |
| 2R      | uitgeschakeld in de tweede ronde |
| 3R      | uitgeschakeld in de derde ronde  |
| 4R      | uitgeschakeld in de vierde ronde |
| KF      | uitgeschakeld in de kwartfinale  |
| HF      | uitgeschakeld in de halve finale |
| F       | de finale verloren               |
| W       | het toernooi gewonnen            |
| w-v     | winst/verlies-balans             |

### Enkelspel
| Toernooi        | 1985 | 1986 | 1987 | 1988 | 1989 | 1990 | 1991 | 1992 | 1993 | 1994 | 1995 | 1996 | 1997 | 1998 | 1999 | 2000 |
| --------------- | ---- | ---- | ---- | ---- | ---- | ---- | ---- | ---- | ---- | ---- | ---- | ---- | ---- | ---- | ---- | ---- |
| Australian Open | 3R   | g.t. | 2R   | 3R   | 3R   | 3R   | 4R   | 3R   | 2R   | 1R   | 3R   | HF   | 3R   | 1R   | 2R   | 2R   |
| Roland Garros   | –    | 1R   | –    | 3R   | 3R   | –    | 1R   | 1R   | 3R   | 3R   | 2R   | 1R   | 4R   | 1R   | 1R   | –    |
| Wimbledon       | –    | 1R   | 2R   | 4R   | 1R   | 4R   | 1R   | 2R   | 2R   | 2R   | 3R   | 1R   | 4R   | 3R   | 2R   | 1R   |
| US Open         | –    | 1R   | 4R   | 4R   | 2R   | –    | 1R   | 3R   | 1R   | 1R   | 2R   | 1R   | 3R   | 1R   | 2R   | –    |

### Mannendubbelspel
| Toernooi        | 1984 | 1985 | 1986 | 1987 | 1988 | 1989 | 1990 | 1991 | 1992 | 1993 | 1994 | 1995 | 1996 | 1997 | 1998 | 1999 | 2000 |
| --------------- | ---- | ---- | ---- | ---- | ---- | ---- | ---- | ---- | ---- | ---- | ---- | ---- | ---- | ---- | ---- | ---- | ---- |
| Australian Open | 1R   | 1R   | g.t. | 1R   | 2R   | HF   | 2R   | HF   | W    | 1R   | KF   | 3R   | 1R   | W    | F    | HF   | HF   |
| Roland Garros   | –    | –    | 2R   | 2R   | HF   | 3R   | –    | 3R   | 3R   | HF   | KF   | 1R   | HF   | F    | 3R   | 1R   | W    |
| Wimbledon       | –    | –    | 3R   | KF   | KF   | 2R   | –    | KF   | HF   | W    | W    | W    | W    | W    | F    | KF   | W    |
| US Open         | –    | –    | –    | 1R   | 2R   | W    | 1R   | HF   | HF   | 3R   | F    | W    | W    | 1R   | 3R   | KF   | 2R   |